# FIAL Ranjangaon

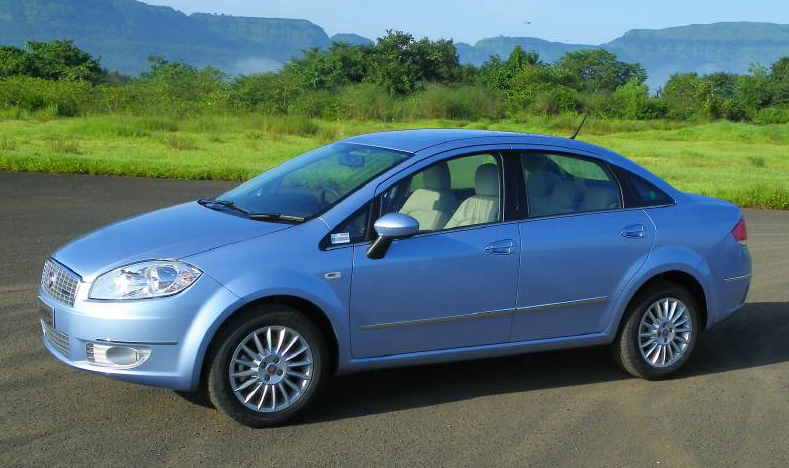
Fiat Linea, automóvil producido en la planta de Ranjangaon.

La planta de FIAL Ranjangaon es una fábrica de automóviles perteneciente a FIAL, joint venture propiedad a partes iguales entre Fiat S.p.A. y Tata Motors. Se puso en funcionamiento en 2007. Se encuentra situada en Ranjangaon, ciudad india en el estado de Maharashtra, en el distrito de Pune.

## Descripción

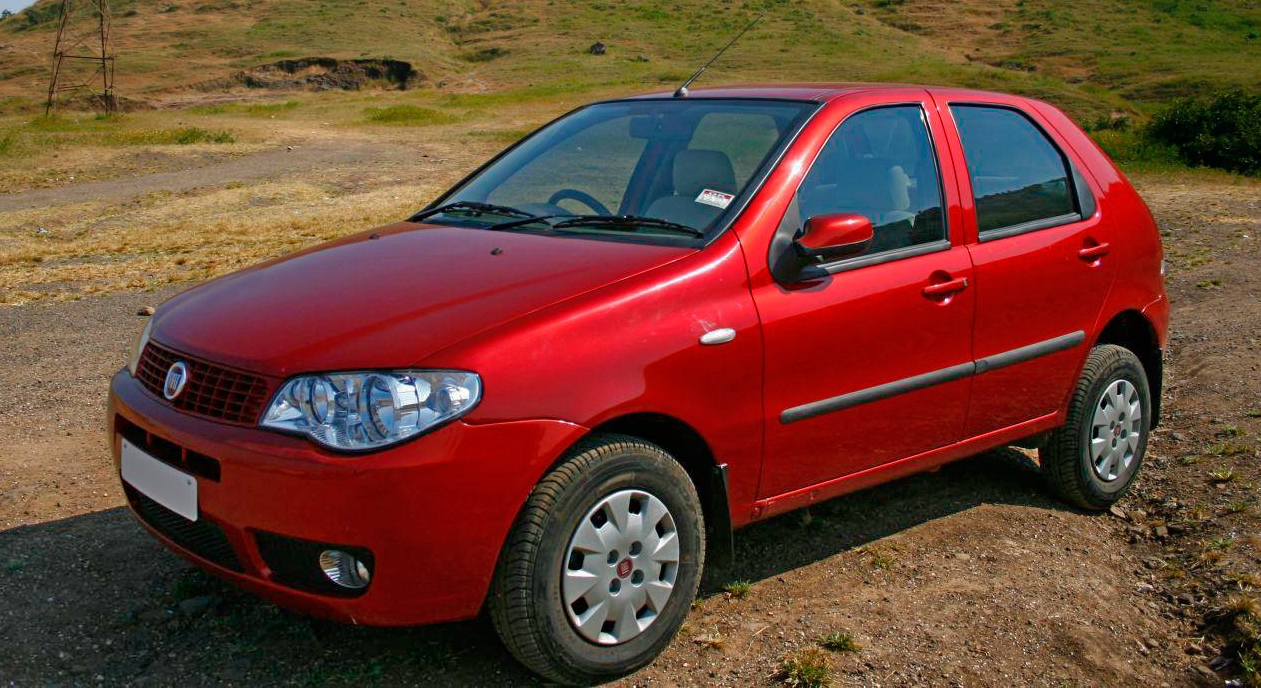
Fiat Palio, automóvil producido en la planta de Ranjangaon.

La planta de Ranjangaon tiene capacidad para producir anualmente 100.000 automóviles y 200,000 motores. Se plantea doblar la capacidad de producción en ambas unidades en los próximos años. Actualmente produce los Palio Stile 1.1 y 1.6, así como los modelos de Fiat como los Grande Punto y Línea. En la planta se producen motores diésel 1.3 Multijet y motores FIRE 1.2 y 1.4 de gasolina. Además de los automóviles de marca Fiat, se estima que en la planta se produzcan nuevos modelos de autmomóviles de pasajeros de Tata tras una inversión 650 millones de euros. La planta da empleo directo e indirecto a más de 4.000 personas.

## Producción

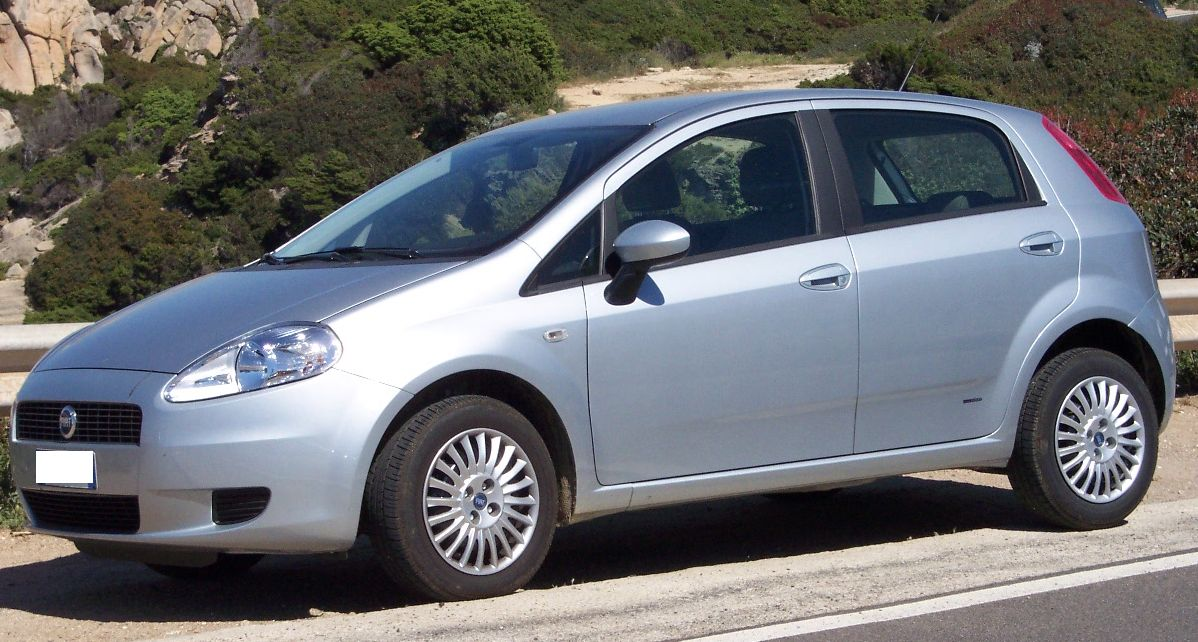
Fiat Palio, automóvil producido en la planta de Ranjangaon.

Desde 2007, la planta ha producido los siguientes modelos de la gama Fiat:
- 2007 - Fiat Palio[7][8]

- 2008 - Fiat Grande Punto[8]

- 2008 - Fiat Linea[9][8]